# Ban Phraek (huyện)
Ban Phraek (tiếng Thái: บ้านแพรก) là huyện cực bắc của tỉnh Ayutthaya.

## Lịch sử
Tambon Phraek đã được tách ra từ Maha Rat để thành một tiểu huyện (King Amphoe) năm 1937. Đơn vị này đã được nâng thành huyện ngày 10 tháng 12 năm 1959.

## Địa lý
Các huyện giáp ranh (từ phía bắc theo chiều kim đồng hồ) là Mueang Lopburi của tỉnh Lopburi, Don Phut của tỉnh Saraburi, Maha Rat của tỉnh Ayutthaya, và Chaiyo của tỉnh Ang Thong.

## Hành chính
Huyện này được chia thành 5 phó huyện (tambon), các đơn vị này lại được chia thành 27 làng (muban). Ban Phraek có tư cách thị trấn (thesaban tambon) và nằm trên một phần lãnh thổ của tambon Ban Phraek và Sam Phaniang. Có 2 tổ chức hành chính tambon (TAO).
| \| Nr. \| Name \| Thai name \| Số làng \| Dân số \| \| \| \| 1. \| Ban Phraek \| บ้านแพรก \| 5 \| 2.301 \| \| \| \| 2. \| Ban Mai \| บ้านใหม่ \| 5 \| 1.624 \| \| \| \| 3. \| Sam Phaniang \| สำพะเนียง \| 6 \| 2.477 \| \| \| \| 4. \| Khlong Noi \| คลองน้อย \| 6 \| 1.383 \| \| \| \| 5. \| Song Hong \| สองห้อง \| 5 \| 1.465 \| \| \| |              |           |         |        |  |  |
| Nr. | Name         | Thai name | Số làng | Dân số |  |  |
| 1. | Ban Phraek   | บ้านแพรก   | 5       | 2.301  |  |  |
| 2. | Ban Mai      | บ้านใหม่    | 5       | 1.624  |  |  |
| 3. | Sam Phaniang | สำพะเนียง  | 6       | 2.477  |  |  |
| 4. | Khlong Noi   | คลองน้อย   | 6       | 1.383  |  |  |
| 5. | Song Hong    | สองห้อง    | 5       | 1.465  |  |  |